# Aire d'attraction de Durtal
L'aire d'attraction de Durtal est un zonage d'étude défini par l'Insee pour caractériser l’influence de la commune de Durtal sur les communes environnantes. Publiée en octobre 2020, elle se substitue à l'aire urbaine de Durtal, qui se composait d'une commune dans le zonage de 2010.

## Définition
L'aire d'attraction d'une ville est composée d’un pôle, défini à partir de critères de population et d’emploi ainsi que d’une couronne constituée des communes dont au moins 15 % des actifs travaillent dans le pôle. Le pôle d’attraction constitue ainsi un point de convergence des déplacements domicile-travail,.

## Type et composition
L’aire d'attraction de Durtal est une aire intra-départementale qui comporte 2 communes en Maine-et-Loire. 
Elle est catégorisée dans les aires de moins de 50 000 habitants, une catégorie qui regroupe 12,2 % au niveau national.

### Carte

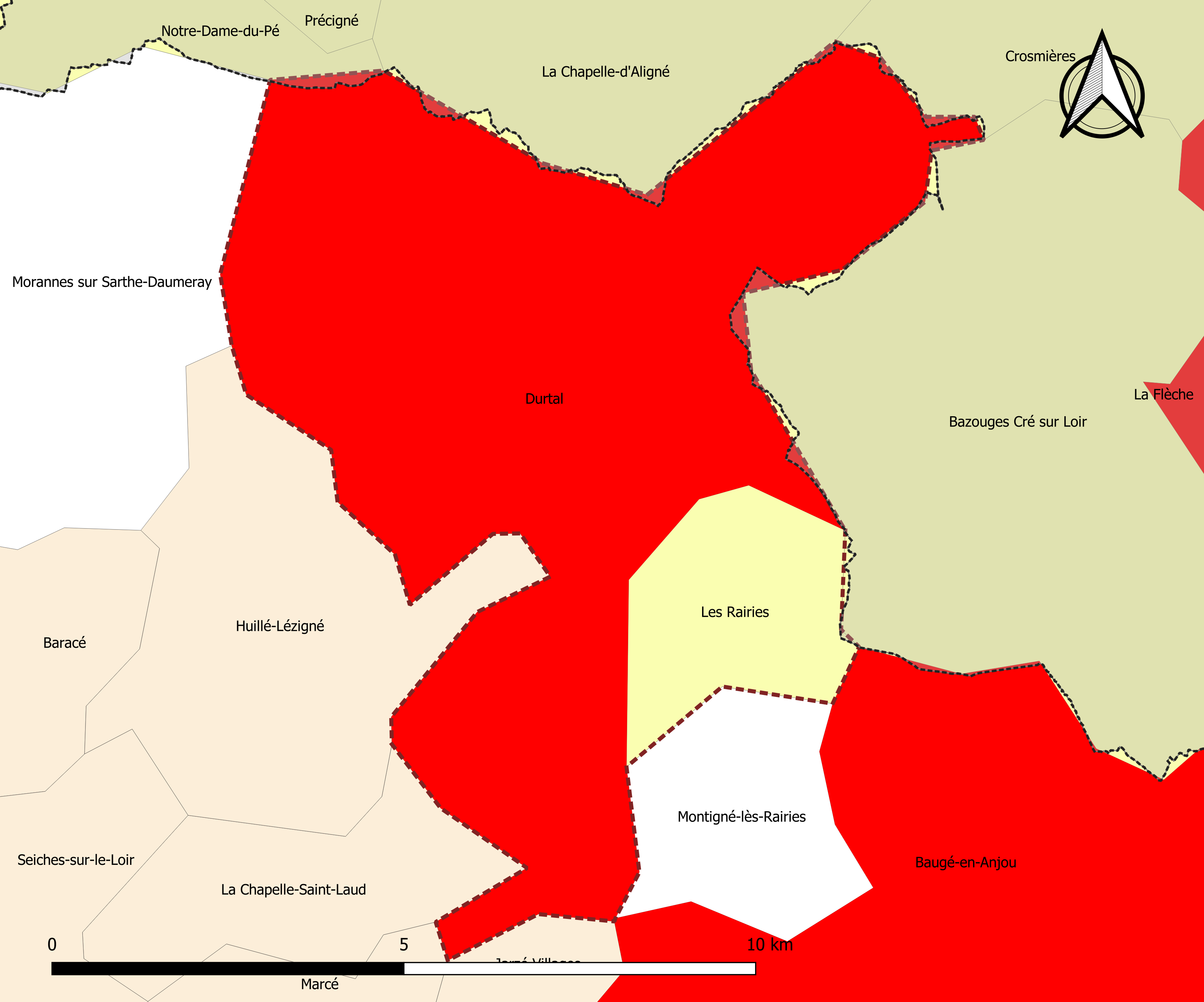
Carte de l'aire d'attraction de Durtal.
Commune-centre
Commune de la couronne

### Composition communale
| Nom                     | Code Insee | Département    | Statut                 | Superficie (km2) | Population (dernière pop. légale) | Densité (hab./km2) | Modifier                                    |
| ----------------------- | ---------- | -------------- | ---------------------- | ---------------- | --------------------------------- | ------------------ | ------------------------------------------- |
| Durtal (commune-centre) | 49127      | Maine-et-Loire | commune-centre         | 60,58            | 3 376 (2022)                      | 56                 | modifier les données · modifier les données |
| Les Rairies             | 49257      | Maine-et-Loire | commune de la couronne | 8,41             | 1 043 (2022)                      | 124                | modifier les données · modifier les données |